# Eureka

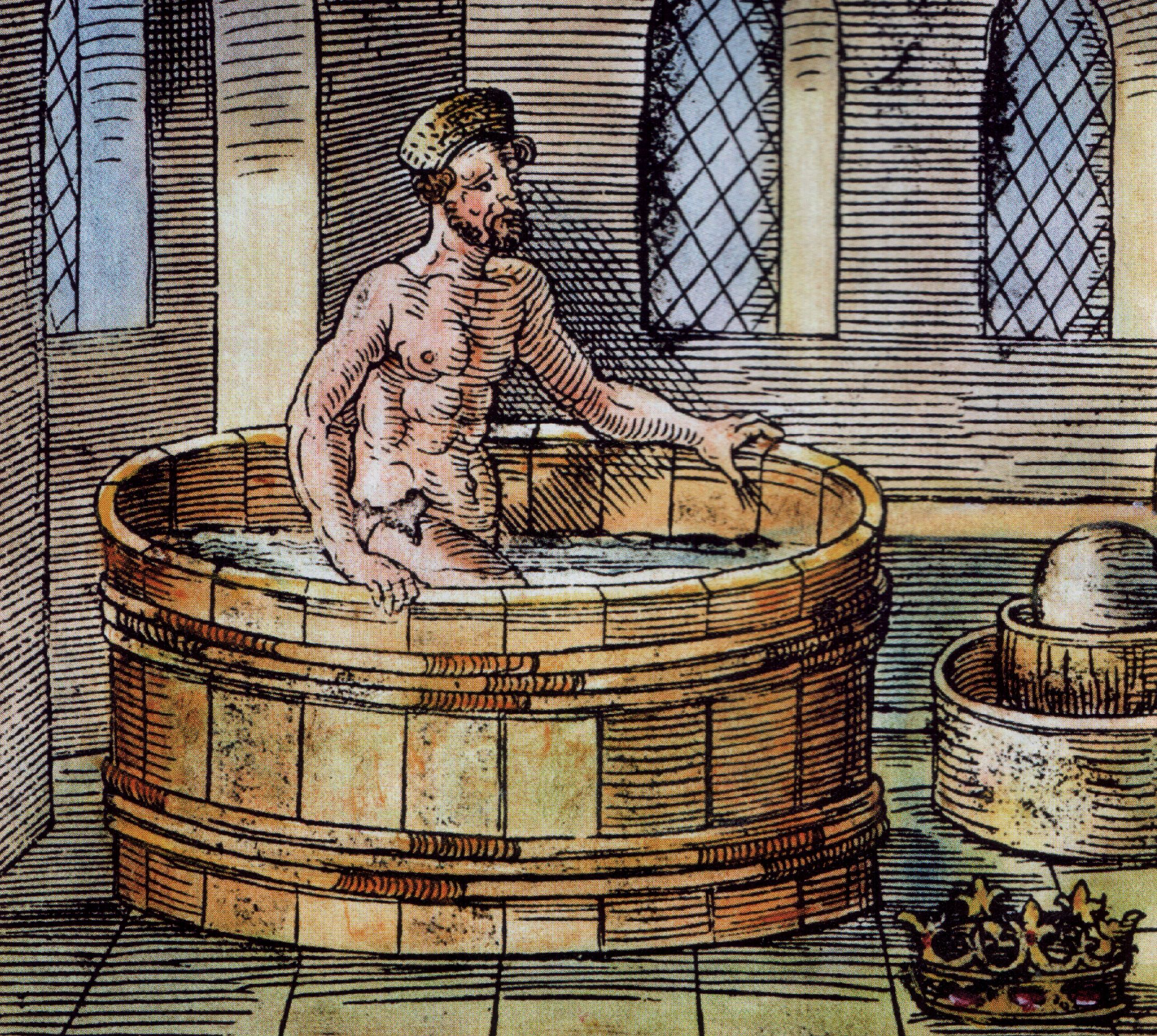
Stampa del XVI secolo che mostra Archimede nella vasca da bagno. In basso, a destra, la corona di Gerone.

Eureka (in greco antico: εὕρηκα?, èureka, /hěu̯rɛːka/) è un'interiezione ottenuta da una traslitterazione di una parola attribuita ad Archimede, matematico, fisico e inventore siracusano. Viene usata spesso per indicare e celebrare una scoperta appena avvenuta o un'invenzione. Alla parola è legato un celebre aneddoto della vita di Archimede, che l'avrebbe pronunciata in occasione della propria scoperta del principio che regola la spinta idrostatica che ricevono i corpi in galleggiamento.

## Etimologia
La voce verbale eureka proviene dalla prima persona del perfetto indicativo attivo del verbo εὑρίσκω, heurískō, "trovo", cioè εὕρηκα, hèurēka, che significa "ho trovato".
L'accento in italiano è posto nella seconda sillaba, seguendo le regole dell'accento del latino, le quali richiedono che la penultima sillaba debba essere accentata qualora la vocale sia lunga; nella pronuncia greca questo non accade, in quanto l'accento può essere posto anche nella prima sillaba, a patto che l'ultima sia breve.
La lettera iniziale /h/ col tempo venne eliminata in alcune lingue europee, tra cui lo spagnolo, l'olandese e l'inglese, ma venne comunque conservata in altre, come il finlandese, il danese e il tedesco.

## Archimede

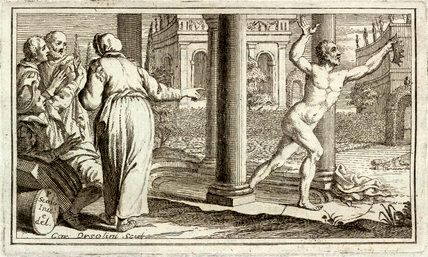
Archimede corre nudo per le vie della città (disegno di Pietro Scalvini, incisione di Carlo Orsolini, 1737).

L'esclamazione «Eὕρηκα!» è attribuita all'antico matematico siracusano Archimede, che sembra l'abbia proferita quando, entrando in una vasca da bagno e notando che il livello dell'acqua era salito, capì che il volume di acqua spostata era uguale a quello della parte del suo corpo immersa. Si racconta inoltre che il desiderio di condividere questa scoperta fu talmente grande che egli si mise a correre nudo per le vie di Siracusa.
Grazie a questa intuizione il matematico riuscì a risolvere un problema posto da Gerone di Siracusa. Questi infatti si era fatto fare dal suo orefice personale una corona dorata ma, temendo che l'uomo lo avesse imbrogliato tenendosi l'oro che gli aveva consegnato e rifilandogli per questo un copricapo fasullo, gli chiese quale fosse il metodo per valutare la purezza di un oggetto d'oro. Archimede, immergendo la corona nell'acqua, avrebbe potuto calcolare il volume della corona e, quindi, verificare che il peso era inferiore rispetto a un uguale volume d'oro, rivelando così fondati i sospetti del sovrano.
Questa storia apparve nei testi di Plutarco e nella serie di libri di Vitruvio De architectura. Alcuni studiosi hanno però messo in dubbio l'accuratezza di questo racconto, dicendo fra l'altro che il metodo avrebbe richiesto misure precise che sarebbero state difficili da fare al momento.
Galileo Galilei cercò di porre fine sui dubbi sulla veridicità del narrato, suggerendo di usare una bilancia idrostatica che poteva essere utile per confrontare il peso secco di un oggetto con il peso dello stesso sommerso in acqua. Per il problema posto ad Archimede, tuttavia, c'è un metodo semplice che non richiede attrezzature di precisione: bilanciare la corona con l'oro puro e poi immergere la bilancia con corona e oro in acqua per vedere se sono ancora in equilibrio.

## Eureka in nomi e motti

Il sigillo dello Stato di California, su cui figura il motto EUREKA sopra la testa di Atena/Minerva.

- L'espressione venne scelta come motto nazionale dalla California per riferirsi alla scoperta di un giacimento d'oro vicino a Sutter's Mill nel 1848. Venne inserita nel simbolo dello Stato da Robert S. Garnett nel 1849; il documento ufficiale di quei tempi che descrive il sigillo afferma che il significato di questa parola si applica "sia al principale coinvolgimento nell'ammissione dello Stato sia al successo del minatore al lavoro". Nel 1957, il legislatore statale tentò di cambiare la parola con "In God We Trust", ma senza successo.[8]
- La città di Eureka, fondata nel 1850 in California, deve il suo nome proprio all'interiezione posta nel sigillo del suo Paese. Essa, la più grande delle undici città americane che si chiamano in questo modo (si stima che nel XIX secolo esse fossero circa una quarantina[9]), dista molto da Sutter's Mill, ma è stata comunque il punto di partenza di una corsa all'oro minore nella Contea di Trinity nel 1850.
- "Eureka" venne associata anche alla febbre dell'oro che colpì Ballarat e Victoria in Australia.
- L'Eureka Stockade fu una rivolta del 1854 fatta dai cercatori d'oro contro i canoni minerari ingiusti e contro un'amministrazione brutale, che contribuì a dimostrare il rifiuto dei lavoratori ad essere dominati da un governo e da leggi corrotte. Non a caso l'Eureka Stockade venne spesso indicata come la "nascita della democrazia" in Australia.[10]

## Matematica
Un altro matematico, Carl Friedrich Gauss, ispirandosi ad Archimede intitolò nel 1796 il suo diario ΕΥΡΗΚΑ! num = Δ + Δ + Δ, riferendosi a quando egli scoprì che qualsiasi numero intero positivo poteva essere espresso come somma di al più tre numeri triangolari. Questo risultato è ora noto come Teorema Eureka di Gauss ed è un caso speciale di quello che successivamente divenne noto come Teorema di Fermat sui numeri poligonali.

## Psicologia
La parola dà il nome al cosiddetto "effetto eureka", con cui si indica il momento in cui uno o più individui percepiscono come giusta la soluzione a un problema. L'effetto eureka è stato oggetto di studi scientifici.